# Aleksander Edelman
Aleksander Edelman (ur. 1951 w Łodzi) – polski biofizyk, Directeur de Recherche w CNRS, dyrektor laboratorium Inserm w Paryżu, autor ponad dwustu publikacji naukowych, reżyser filmów krótkometrażowych.

## Życiorys
Urodził się w 1951 w Łodzi jako syn Marka Edelmana i Aliny Margolis.
W 1971 po raz pierwszy wyjechał do Paryża, gdzie przeniósł się na stałe w 1973. Podejmował różne prace, m.in. rozwieszał plakaty w mieście i robił tzw. „dziurki” w pierwszych komputerach. Następnie został zatrudniony jako fotograf w laboratorium naukowym.
Chciał zdawać do Państwowej Wyższej Szkoły Filmowej w Łodzi, ale rodzice odwiedli go od tych planów. Ukończył we Francji studia w zakresie fizyki, po czym uzyskał stopień naukowy doktora. Pracował jako Directeur de Recherche w CNRS oraz jako kierownik laboratorium w Institut national de la santé et de la recherche médicale (Inserm) w Paryżu. Prowadzi m.in. badania nad mukowiscydozą. Opublikował jako autor lub współautor ponad dwieście oryginalnych prac badawczych w recenzowanych czasopismach naukowych.
Wyreżyserował dwa filmy krótkometrażowe. W 2015 jego film Nobody in Sight został nagrodzony na Blowup Film Festival w Chicago.
Udostępnił do druku i opatrzył przedmową Nieznane zapiski o getcie warszawskim Marka Edelmana, wydane przez Fundację Zeszytów Literackich w 2017.
Jego żona Zofia Lipecka jest artystką wizualną. Ukończyła studia z historii sztuki na Sorbonie oraz malarstwo na Akademii Sztuk Pięknych w Paryżu. Tworzyła m.in. instalacje poświęcone ofiarom Shoah.